# Zatrephes trilineata
Zatrephes trilineata là một loài bướm đêm thuộc phân họ Arctiinae, họ Erebidae.